# Черниші (Красногорський район)
Черниші́ (рос. Черныши) — присілок в Красногорському районі Удмуртії, Росія.

## Населення
Населення — 4 особи (2010; 19 в 2002).
Національний склад станом на 2002 рік:
- росіяни — 63 %
- удмурти — 37 %